# Робінсон (Північна Дакота)
Робінсон (англ. Robinson) — місто (англ. city) в США, в окрузі Кіддер штату Північна Дакота. Населення — 36 осіб (2020).

## Географія
Робінсон розташований за координатами 47°8′32″ пн. ш. 99°46′49″ зх. д. / 47.14222° пн. ш. 99.78028° зх. д. (47.142255, -99.780278).  За даними Бюро перепису населення США в 2010 році місто мало площу 0,43 км², уся площа — суходіл.

## Демографія
Згідно з переписом 2010 року, у місті мешкало 37 осіб у 19 домогосподарствах у складі 10 родин. Густота населення становила 86 осіб/км².  Було 56 помешкань (131/км²).
Расовий склад населення:
| - 100,0 % — білих |

До двох чи більше рас належало 0,0 %. Частка іспаномовних становила 0,0 % від усіх жителів.
За віковим діапазоном населення розподілялося таким чином: 18,9 % — особи молодші 18 років, 54,1 % — особи у віці 18—64 років, 27,0 % — особи у віці 65 років та старші. Медіана віку мешканця становила 49,3 року. На 100 осіб жіночої статі у місті припадало 117,6 чоловіків;  на 100 жінок у віці від 18 років та старших — 114,3 чоловіків також старших 18 років.
За межею бідності перебувало 24,2 % осіб, у тому числі 0,0 % дітей у віці до 18 років та 46,2 % осіб у віці 65 років та старших.
Цивільне працевлаштоване населення становило 15 осіб. Основні галузі зайнятості: сільське господарство, лісництво, риболовля — 40,0 %, публічна адміністрація — 33,3 %, роздрібна торгівля — 13,3 %, мистецтво, розваги та відпочинок — 6,7 %.